# Plagiochila yulungensis
Plagiochila yulungensis là một loài rêu trong họ Plagiochilaceae. Loài này được Piippo mô tả khoa học đầu tiên năm 1997.